# Allaxius scuptimanus
Allaxius scuptimanus is een tienpotigensoort uit de familie van de Axiidae. De wetenschappelijke naam van de soort is voor het eerst geldig gepubliceerd in 1942 door Ward.